# (1232) Cortusa
(1232) Cortusa es el asteroide número 1232 situado en el cinturón principal. Fue descubierto por el astrónomo Karl Wilhelm Reinmuth  desde el observatorio de Heidelberg, el 10 de octubre de 1931. Su designación alternativa es 1931 TF2. Está nombrado por la Cortusa, un género de plantas de la familia de las primuláceas.